# 科门达 (加维昂)
科门达是葡萄牙波塔莱格雷区的一个堂区。总面积89.85平方公里，总人口982人，人口密度10.9人/平方公里。